# Plecotus sardus
Вухань сардинський (Plecotus sardus) — вид рукокрилих родини Лиликові (Vespertilionidae). Виявлений як новий вид на основі генетичних аналізів, цей вид поєднує в собі морфологічні ознаки Plecotus austriacus та Plecotus auritus.

## Поширення
Країни проживання: Італія (Сардинія). Відомі три місця проживання знаходяться в безпосередній близькості до берега або на низьких висотах.

## Стиль життя
Зустрічається в найбільш лісистій частини Сардинії, сідала лаштує в природних печерах. Два з трьох відомих місць розташовані в карстових районах. Вид осілий, штучних місць проживання не використовує.

## Морфологія
Схожий на Plecotus auritus, але більший і має значно більші козелки (вушні раковини). Їх шерсть зверху темно-коричнева.